# Álvaro González
Álvaro Rafael González Luengo (Montevidéu, 29 de outubro de 1984) é um futebolista uruguaio que atua como meia. Atualmente, joga pelo Defensor Sporting.

## Clubes
González começou a sua carreira pelo Defensor Sporting, do Uruguai, em 2003 ficando até 2007. Depois, foi transferido para o  Boca Juniors. O seu primeiro gol foi em 11 de novembro de 2007, contra o Vélez Sársfield.
Entre 2009 e 2010, teve uma passagem pelo Nacional, antes de transferir-se para a Lazio em 2010.
Em 2015, foi emprestado por uma temporada, para o Torino.

### Seleção Uruguaia
Estreou pela Seleção Uruguaia principal em 23 de maio de 2006 em partida amistosa contra a Romênia.
Foi selecionado para participar das eliminatórias da Copa do Mundo de 2010 pela Seleção Uruguaia. Para o Mundial, porém, acabou não sendo convocado. Em 2011, foi convocado para a Copa América.

## Títulos
Lazio
- Coppa Italia: 2012–13

Seleção Uruguaia
- Copa América: 2011